# Pablo Birger
Pablo Americo Birger (Buenos Aires, 7 gennaio 1924 – Buenos Aires, 9 marzo 1966) è stato un pilota automobilistico argentino.

## Carriera
Partecipò al Gran Premio d'Argentina 1953 al volante di una Gordini Tipo 15 ritirandosi dopo 21 giri.
Due anni dopo, sempre nel Gran Premio di casa affittò una Gordini Tipo 16, ma chiuse la corsa nel primo giro dopo una collisione con Carlos Menditeguy.
Morì a 42 anni in un incidente stradale.

## Risultati in Formula 1
| 1953 | Scuderia       | Vettura    |     |  |  |  |  |  |  |  |  | Punti | Pos. |
| ---- | -------------- | ---------- | --- |  |  |  |  |  |  |  |  | ----- | ---- |
| 1953 | Equipe Gordini | Gordini 15 | Rit |  |  |  |  |  |  |  |  | 0     |      |

| 1955 | Scuderia       | Vettura    |     |  |  |  |  |  |  |  |  | Punti | Pos. |
| ---- | -------------- | ---------- | --- |  |  |  |  |  |  |  |  | ----- | ---- |
| 1955 | Equipe Gordini | Gordini 16 | Rit |  |  |  |  |  |  |  |  | 0     |      |

| Legenda | 1º posto     | 2º posto | 3º posto    | A punti         | Senza punti/Non class.  | Grassetto – Pole position Corsivo – Giro più veloce |
| Legenda | Squalificato | Ritirato | Non partito | Non qualificato | Solo prove/Terzo pilota | Grassetto – Pole position Corsivo – Giro più veloce |